# EMD LWT12
Az EMD LWT12 dízel-villamos vonófejsorozat, melyet a General Motors Electro-Motive Division (EMD) gyártott 1955-ben, hogy egy könnyű személyszállító szerelvényt húzzon. A General Motors Company a vonófejet és a hozzá tartozó személyszállító kocsikat is a „Train Y” projektnév alatt fejlesztette ki, de később Aerotrain néven hozta forgalomba. A dízel meghajtást egy EMD 567C 12 hengeres motor biztosítotja, amely 1 200 lóerőt (890 kW) ad le. Kettő másik GM-dízelmotor biztosítja az áramot a vonat fűtéséhez, világításához és légkondicionálásához.
Az LWT12 teljesítménye nem volt kielégítő, különösen az emelkedőkön, és a Santa Fe és a Union Pacific vasúttársaságoknak egy „segédegységet” kellett biztosítania a megfelelő teljesítmény eléréséhez. Az LWT12 lényegében egy EMD SW1200 típusú tolatómozdony, melynek áttételezését a nagy sebességű személyszállításhoz (83 mph (134 km/h)) megfelelő sebességre hangoltak át, és egy jellegzetes aerodinamikus burkolatba csomagoltak. Tervezője Chuck Jordan, ipari stílusát a GM tervezőasztalain nyugvó futurisztikus autótervek motorháztetői és hűtőrácsai ihlették.
Eredetileg az EMD LWT12-t egy elválaszthatatlan egység részének szánták tíz, kifejezetten erre a célra tervezett, nagy sebességű, olcsó, 40 láb (12,19 m) hosszúságú személykocsival együtt. Ezeket a kocsikat a GM GMC részlegétől beszerzett buszkarosszériákból építették, amelyeket aztán 18 hüvelykkel (457 mm) kiszélesítettek, módosították az elülső és a hátulsó végüket, és egy szabványos alvázra erősítettek.
Ennek a konstrukciónak az volt az előnye, hogy egy személyszállító kocsi felújítása helyett a futóműre szerelt kocsiszekrényt teljes egészében leselejtezhették, és egy teljesen új, módosított autóbusz-karosszériát építhettek be a helyére, az időközben kifejlesztett különböző technikai vívmányokkal együtt, ami lényegében egy teljesen új kocsit eredményezett a költségek töredékéért. Emellett az összes alkatrészt, amelyet ezek a kocsik használtak, a GM belső forrásából származtak, és más termékekben is felhasználták.
Mindez azt jelentette, hogy a kezdeti költségek, valamint a karbantartási költségek jelentősen alacsonyabbak voltak, mint a hagyományos személyszállító kocsiké, ami azt eredményezte, hogy a vasúttársaságok az akkori buszárakhoz hasonló viteldíjakat tudtak kínálni. Ez a konstrukció, valamint az EMD LWT12 vonófej volt a Popular Mechanics magazin 1955. szeptemberi számának címlapján. Két ilyen teljes vonatszerelvényt építettek abból a célból, hogy az Egyesült Államokon keresztül való közlekedésük során a nagyközönség megtekinthesse azokat.
Mindössze három LWT12 vonófejet építettek. Az első, az EMD 20826-os sorozatszámú példánya a Chicago, Rock Island and Pacific Railroad (más néven a Rock Island Line) Chicago és Peoria közötti Jet Rocket járatán állt forgalomba. Az egység később a Rock Island 1-es pályaszámú mozdonya lett. Az American Car and Foundry Company (ACF) építette a vonat Talgo II kocsijait.
A Rock Island az egytengelyes Talgo kocsikat részesítette előnyben az Aerotrain számára épített kéttengelyes GM buszvázas kocsikkal szemben. Ezzel szemben viszont a GM mozdonyának futurisztikus stílusát részesítették előnyben az ACF által a Talgo kocsik vontatására kiválasztott Fairbanks-Morse-mozdony hagyományosabb megjelenésével szemben, így a társaság az LWT12 vonófej és a Talgo II kocsik között állandó kapcsoltot alakított ki, hogy azok egy egyedi, könnyűszerkezetes vonatot alkossanak.
A második és harmadik, az EMD 21463-as és 21464-es sorozatszámát viselő LWT12 vonófejek, a két GM Aerotrain bemutatójárművet hajtották, amelyek 1955-ben bejárták az országot, majd 1956–1957-ben négy vasúttársaságnak adták bérbe tesztelésre. Az összes vasúttársaság kihátrált az Aerotrain-egységek vásárlásából, a két GM-bemutatópéldányt végül nagy kedvezménnyel a Rock Island Line-nak adták el, ahol csatlakoztak a Jet Rocket hibridhez. A három LWT12-es mozdony közül kettő az Aerotrain-kocsikkal folytatta az ingajáratok ellátását, amíg 1965-ben nyugdíjba nem küldték őket.
Az EMD LWT12 vonófejek és a két General Motors Aerotrain több személykocsija is ki van állítva az Egyesült Államokban. A Wisconsin állambeli Green Bayben található National Railroad Museumban van kiállítva a Chicago, Rock Island and Pacific Railroad egykori 2-es pályaszámú Aerotrain mozdonya. A Missouri állambeli Kirkwoodban (St. Louis közelében) található National Museum of Transportationben tekinthető meg a Rock Island 3-as pályaszámú Aerotrain mozdonya kettő személykocsival.

## Fordítás
- Ez a szócikk részben vagy egészben  az   EMD LWT12 című angol Wikipédia-szócikk ezen változatának fordításán alapul.  Az eredeti cikk szerkesztőit annak laptörténete sorolja fel. Ez a jelzés csupán a megfogalmazás eredetét és a szerzői jogokat jelzi, nem szolgál a cikkben szereplő információk forrásmegjelöléseként.